# Braulio Luna
Braulio Mauricio Luna Guzmán (Mexikóváros, 1974. szeptember 8. – ) mexikói válogatott labdarúgó.

## Pályafutása

### Klubcsapatban
Mexikóvárosban született. Pályafutása során játszott az UNAM Pumas, a Club América, a Necaxa, a Veracruz, a San Luis FC, a Pachuca, a Tecos FC, a Cruz Azul Hidalgo és az Atlético San Luis csapatában.

### A válogatottban
1997 és 2010 között 32 alkalommal szerepelt az mexikói válogatottban és 2 gólt szerzett. Részt vett az 1997-es konföderációs kupán, illetve az 1998-as és a 2002-es világbajnokságon, valamint tagja volt az 1998-as CONCACAF-aranykupán aranyérmet szerző csapatnak is. 

## Sikerei, díjai
Club América
- Mexikói bajnok (1): Verano 2002
- CONCACAF-óriások kupája (1): 2001

Mexikó
- CONCACAF-aranykupa győztes (1): 1998